# Dąbrowice Stare
Dąbrowice Stare (wcześniej Dąbrowice) – wieś w Polsce położona w województwie wielkopolskim, w powiecie kolskim, w gminie Kościelec. W latach 1975−1998 miejscowość administracyjnie należała do województwa konińskiego.
Wieś królewska Dąbrowica należąca do starostwa kolskiego, pod koniec XVI wieku leżała w powiecie konińskim województwa kaliskiego.

## Informacje ogólne
Miejscowość położona jest 8 km na zachód od centrum Koła. Przez centrum wsi przebiega droga krajowa nr 92, łącząca Poznań z Warszawą. Przy trasie położone jest wiele zajazdów i moteli.

## Historia
Była własnością królewską i wchodziła w skład starostwa kolskiego. W czasie okupacji hitlerowskiej, 27 lutego 1940 r., Niemcy zamordowali w lesie niedaleko wsi 35 Polaków, przywiezionych z więzienia sądowego w Koninie. Zostali oni pochowani w zbiorowej mogile w miejscu egzekucji.